# Daisy Diamond
Daisy diamond er en dansk dramafilm fra 2007, instrueret af Simon Staho, der også har skrevet manuskriptet med Peter Asmussen. Filmen handler om Anna, en ung, svensk enlig mor, der flytter til Danmark for at blive skuespiller. Filmen er optaget i Brøndby Strand.

## Medvirkende
- Noomi Rapace
- Thure Lindhardt
- Benedikte Hansen
- Morten Kirkskov
- Lotte Andersen
- Laura Drasbæk
- Stine Stengade
- Sofie Gråbøl
- Christian Tafdrup
- Lærke Winther Andersen
- Trine Dyrholm
- Dejan Cukic
- David Dencik
- Maria Rossing
- Thomas Voss